# جيرارد دارمون
جيرارد دارمون (بالفرنسية: Gérard Darmon)‏ هو مغني وممثل فرنسي، ولد في 29 فبراير 1948 بباريس في فرنسا.

## وصلات خارجية
- جيرار دارمون على موقع IMDb (الإنجليزية)
- جيرار دارمون على موقع قاعدة بيانات الأفلام العربية
- جيرار دارمون على موقع ألو سيني (الفرنسية)
- جيرار دارمون على موقع ميوزك برينز (الإنجليزية)
- جيرار دارمون على موقع أول موفي (الإنجليزية)
- جيرار دارمون على موقع قاعدة بيانات الأفلام السويدية (السويدية)
- جيرار دارمون على موقع ديسكوغز (الإنجليزية)
- جيرار دارمون على موقع قاعدة بيانات الفيلم (الإنجليزية)
- جيرار دارمون على موقع كينوبويسك (الروسية)